# Jean Monville
Jean Monville, né à Orléans (Loiret) le 7 novembre 1944, est un chef d'entreprises français, président d'honneur de SPIE dont il est l'ancien président.

## Biographie
Diplômé de l’École polytechnique et licencié ès sciences économiques, il est entré en 1969 à la direction financière de la Société générale, rejoint SPIE en 1978 en tant que directeur du département finances export du groupe. Après différentes fonctions de direction générale, il est nommé à la tête de l’entreprise en 1995 en qualité d’administrateur-directeur général.

### Lancement duRESdeSPIE
En 1995, Jean Monville est chargé par son actionnaire, Schneider, de trouver un repreneur. C’est dans ce contexte que sera lancé le RES (rachat de l’entreprise par ses salariés), réalisé avec le soutien du groupe britannique AMEC, qui permettra au personnel de prendre le contrôle de SPIE le 26 février 1997. Jean Monville devient alors président-directeur général.

### AMEC SPIE
En 2003, lorsque SPIE devient AMEC SPIE, Jean Monville rejoint le board d’AMEC en tant qu’executive director et président d’AMEC SPIE.

### Actionnariat de PAI partners
En 2006, avec l’appui de PAI partners, AMEC SPIE reprend son indépendance et son nom historique SPIE. Jean Monville en conserve la présidence.

### Retraite
Jean Monville a pris sa retraite le 31 décembre 2009 au terme de son mandat de président. Gauthier Louette lui succéda à la présidence de SPIE.

## Autres fonctions et mandants
Jean Monville a été vice-président de la Fédération nationale des travaux publics (FNTP) et du Gimélec (Groupement des industries de l’équipement électrique, du contrôle-commande et des services associés), ainsi que président du comité Principes directeurs et déontologie internationale du MEDEF.

## Sources
- Article sur le site de SPIE
- lesechos.fr
- interview
- ocde.org